# Basilia afghanica
Basilia afghanica är en tvåvingeart som beskrevs av Theodor 1967. Basilia afghanica ingår i släktet Basilia och familjen lusflugor.
Artens utbredningsområde är Afghanistan. Inga underarter finns listade i Catalogue of Life.